# Joseph Lacasse
Joseph Lacasse (Doornik, 5 augustus 1894 – Parijs, 26 oktober 1975) was een Belgisch, abstract kunstschilder. 
Lacasse werd geboren in een arbeidersgezin en werkte in zijn jonge jaren als steenhouwer. In 1925 vestigde hij zich als schilder in Parijs. Hij werkte toen nog figuratief en genoot bekendheid als schilder van religieuze taferelen. Lacasse ontmoette in de jaren 1920 Robert Delaunay. Deze ontmoeting werd bepalend voor zijn verdere carrière. Met intense kleuren maakte hij zijn abstracte composities. Tijdens de Tweede Wereldoorlog verbleef hij in Groot-Brittannië. Lacasse was bevriend met Brâncusi en wordt beschouwd als een voorloper van Poliakoff en Nicolas de Staël. 
- Biblioteca Nacional de España: XX1676748
- Bibliothèque nationale de France: cb14952833z (data)
- Gemeinsame Normdatei: 121677656
- International Standard Name Identifier: 0000 0000 6636 6823
- Library of Congress Control Number: nr97034561
- Musée national d'archéologie, d'histoire et d'art: lkl006855
- National Gallery of Victoria: 1066
- Nationale Bibliotheek van Israël: 987007433298405171
- RKD-Nederlands Instituut voor Kunstgeschiedenis: 47248
- Système universitaire de documentation: 029953316
- Union List of Artist Names: 500024036
- Virtual International Authority File: 42109533
- WorldCat: E39PBJy4bmyF9vQdfbY4Q7YXVC